# Futbol base de la Reial Societat
El planter o futbol base del club de futbol professional basc Reial Societat és el sistema juvenil de l'organització, que prepara futbolistes des de la infància fins a la integració dels millors als equips adults.
La categoria final dins l'estructura juvenil és el Juvenil A (en basc: Gazteak A), equip sub-18/19 que representa el club a la competició estatal. A partir d'aquell moment, els jugadors més reeixits acostumen a passar als equips filials del club, Reial Societat C o Reial Societat B, que també es consideren part del planter pel fet de ser una etapa en la progressió cap a l'equip sènior, tot i que competint en el sistema de lliga d'adults.
El planter té la seu al complex d'entrenament del club, Zubieta, que sovint és el nom que s'utilitza informalment per referir-se al propi sistema.

## Rerefons i estructura
Els millors clubs de futbol de les lligues espanyoles donen, en general, una gran importància al desenvolupament del seu planter per promocionar els jugadors des de dins o vendre'n a altres clubs com a font d'ingressos, i la Reial Societat no n'és una excepció. Fins a finals de la dècada de 1980, el club va operar una política de contractació de jugadors exclusivament bascs, però la va abandonar per seguir sent competitiu; no obstant això, la seva xarxa de captació juvenil encara es concentra a la seva província natal de Guipúscoa i hi ha acords de col·laboració amb els petits clubs de la regió, ajudats econòmicament pel govern autonòmic. L'any 2013 es va constatar que 22 dels 23 integrants de la plantilla del Juvenil A d'aquella temporada eren guipuscoans.

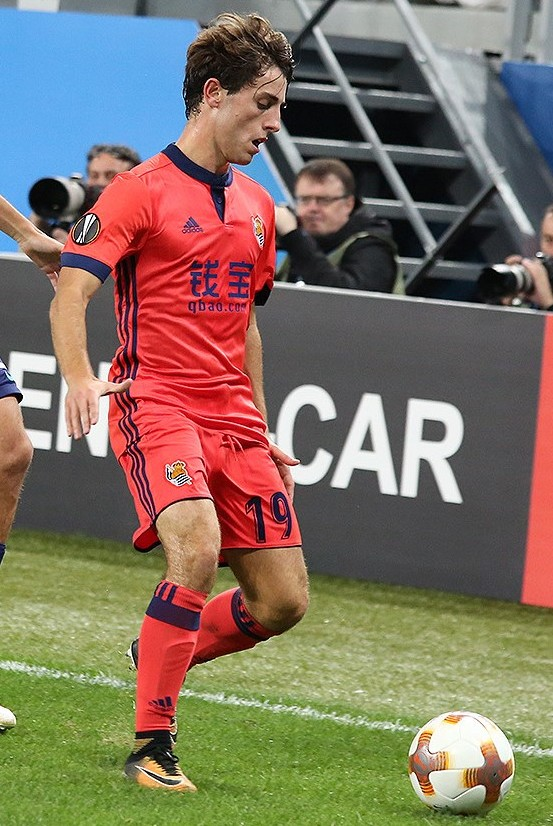
Álvaro Odriozola és un exemple recent de jugador que es va incorporar al club des de jove, va passar pel juvenil i es va consolidar a l'equip sènior.

La bona posició de la Reial Societat a la Lliga després d'haver ascendit el 2010, inclosa la classificació per a la UEFA Champions League 2013-14, es va aconseguir amb una gran proporció de jugadors locals, amb la gran majoria d'aquests provinents de la província de Guipúscoa (que té una població de 715.000 habitants, una petita zona de captació per a un club de futbol d'elit, i amb aquesta reserva potencial de talent esgotada encara més per l'Athletic de Bilbao, considerant-la també una àrea de contractació principal), indicant un alt nivell d'entrenament. i desenvolupament dels joves jugadors a la seva disposició.
Una gran proporció dels jugadors de l'equip sènior durant la dècada de 2010 eren graduats de l'acadèmia juvenil: 15 de l'equip el 2014 (segons l'anàlisi de l'Observatori de futbol CIES). El 2016, el total de 16 "jugadors locals" de la Reial Societat (segons les directrius de la UEFA: tres anys d'entrenament entre 15 i 21 anys) que encara eren al seu club de formació va ser el segon més alt de les "cinc grans" lligues d'Europa, molt més que tots els altres clubs d'elit a part dels veïns de l'Athletic Club. A més, una anàlisi posterior de final de curs va demostrar que aquests graduats no eren només membres de l'equip filial sinó elements integrants de l'equip, implicats en el 50% dels minuts de la Lliga 2016-17, on van acabar sisè. Amb la inclusió de nou antics entrenadors d'altres clubs elegibles, el total de 25 jugadors locals del Reial es va classificar com el cinquè més alt del continent, tot i que només el tercer a Espanya per darrere del Reial Madrid i el FC Barcelona, que van conservar només alguns dels molts jugadors d'alt nivell professionals que van produir. L'equip sènior es va tornar a classificar per a la Lliga de Campions la temporada 2022-23 de la Lliga, utilitzant un equip amb talent de gran qualitat de diverses ubicacions, però amb una forta identitat de Zubieta al cor.

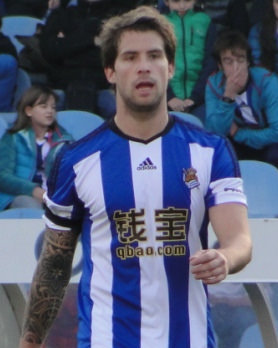
La marxa del graduat juvenil Iñigo Martínez el 2018 va suposar al club uns ingressos de 32 milions d'euros.

Després d'haver estat monitoritzat en equips vinculats, un nucli de nois de la província de Guipúscoa s'introdueix per primera vegada al nivell Infantil del sistema de Zubieta al voltant dels 12 anys; això és més tard que la majoria dels altres clubs d'Espanya que solen tenir equips de nivell Benjamí (menys de 9/10 anys) i/o Aleví (sub 11/12) – i avança cada temporada per nivells Cadet i Juvenil. Els jugadors que són retinguts per la Reial després de la seva etapa Juvenil A (d'uns 17 anys) normalment s'incorporen a la Real Sociedad C, que és una incorporació del 2016 a l'estructura del club, amb aquest equip que normalment s'incrementa encara més amb alguns fitxatges dels clubs juvenils de la regió, com ara com l'Antiguoko, un petit equip de Sant Sebastià que repta habitualment als equips juvenils professionals pel títol al seu grup de Divisió d'Honor. Els jugadors solen passar una o dues temporades al Reial C abans que els millors ascendeixin a l'equip de reserva Sanse i després a l'equip sènior quan es consideri disposat a fer-ho.
Una excepció notable a aquest enfocament local va ser Antoine Griezmann, de l'est de França, que es va integrar al planter a una edat jove després que el seu potencial fos identificat pel personal del Real en un esdeveniment; el 2014 va deixar el club per una quota de traspàs de 30 milions d'euros. A més de Griezmann, el sistema juvenil de la Reial Societat va produir tres jugadors més durant la dècada de 2010 que van significar grans beneficis de traspàs quan van marxar: Asier Illarramendi va ser fitxat pel Reial Madrid el juliol de 2013 per 32,2 milions d'euros només per tornar dos anys després per uns aproximadament. la meitat d'aquesta quantitat; el gener de 2018, Iñigo Martínez va fitxar pel seu rival, l'Athletic Club, després que aquests paguessin la seva clàusula de rescissió de 32 milions d'euros; El juliol d'aquell any, Álvaro Odriozola també es va traslladar al Reial Madrid per una tarifa que es calcula que era de 30 milions d'euros més 5 milions d'euros de complements condicionals.

## Competicions estatals
L'equip Juvenil A juga al Grup II de la Divisió d'Honor Juvenil de Futbol com a competició anual habitual. Els seus principals rivals al grup de lliga són l'Athletic de Bilbao i l'Osasuna. L'equip sub-17, el Juvenil B o Easo (anomenat així pel sobrenom de Sant Sebastià que deriva de la propera ciutat romana d'Oiasso), juga a la Liga Nacional Juvenil de Fútbol que és la divisió inferior de la mateixa estructura.
L'equip també participa habitualment a la Copa de Campions i la Copa del Rei Juvenil, la classificació per a la qual depèn de la posició final del grup de lliga. En aquestes competicions d'àmbit estatal l'oposició inclou els equips del planter de Barcelona, Atlètic de Madrid, Sevilla i Reial Madrid.

## Tornejos internacionals
La temporada 2012-13, l'equip sènior de la Reial Societat es va classificar per a la fase de grups de la Lliga de Campions de la UEFA, el que significa que l'equip juvenil podria jugar a la versió 2013-14 de la UEFA Youth League. Van acabar primers del seu grup a la competició però van ser eliminats de la fase eliminatòria per Schalke 04.
En els anys següents no hi ha hagut més possibilitats de participar perquè l'equip sènior no s'ha classificat. La via alternativa a la Lliga Juvenil seria guanyar la Copa de Campions de la temporada anterior, però fins ara el Reial Juvenil no ha pogut aconseguir-ho.

### Entrenadors
Els entrenadors són sovint antics jugadors del Reial que ells mateixos es van graduar a Zubieta, cosa que també passa amb Loren Juarros, antic director de futbol del club que va ocupar el càrrec des del 2009 fins al 2018 L'any 2023, es va observar que diversos directius de clubs d'elit d'Europa eren de Guipúscoa i van experimentar el sistema de planter de la Reial Societat com a jugadors (tot i que no tots estaven involucrats en l'entrenament del seu club de formació).

## Jugadors famosos
El centre d'entrenament i l'acadèmia del club a Zubieta data de 1982, però cal fer una menció especial a la generació de jugadors que va sorgir just abans de la seva obertura: la Reial Societat va guanyar la Lliga el 1981 i el 1982 amb una plantilla plena de jugadors de talent local (no tots els jugadors s'hi van desenvolupar des de la infància, però els que van arribar més tard van ser adquirits als clubs locals de la regió a l'adolescència o als 20 anys i van millorar encara més). Un grup format per Luis Arconada, Genaro Zelaieta, Inaxio Kortabarria, Juan Antonio Larrañaga, Alberto Górriz, Gaztelu, Periko Alonso, José Diego, Roberto López Ufarte, Peio Uralde, José Mari Bakero, Jesús María Zamora i Jesús María Satrústegui es van convertir tots en internacionals espanyols.

Des d'aquella època d'èxit, molts més jugadors han sorgit del sistema juvenil per protagonitzar el primer equip de la Reial Societat o jugar en altres llocs a un alt nivell, incloent:
A June 2023 – jugadors actualment a la Reial Societat negreta, any de "graduació" entre parèntesis| - Alberto Albístegui (1982) - Txiki Begiristain (1982) - Miguel Fuentes (1983) - Luciano Iturrino (1983) - Loren (1984) - Javier Bengoetxea (1985) - David Villabona (1986) - Alberto (1987) - José Antonio Pikabea (1988) - Mikel Lasa (1988) - Mikel Roteta (1988) - Imanol Alguacil (1989) - Bittor Alkiza (1990) - Andoni Imaz (1990) - Agustín Aranzábal (1992) - Javier de Pedro (1992) - Iñigo Idiakez (1992) - Aitor López Rekarte (1994) - Joseba Etxeberria (1994) - Mikel Aranburu (1996) - José Javier Barkero (1996) - Igor Gabilondo (1997) - Joseba Llorente (1998) - Mikel Labaka (1999) - Mikel Alonso (1999) - Gari Uranga (2000) - Xabi Alonso (2000) - Asier Riesgo (2001) - Javier Garrido (2001) - Gorka Larrea (2002) - Xabi Prieto (2002) | - Iñigo Díaz de Cerio (2003) - Markel Bergara (2003) - Xabier Castillo (2004) - Imanol Agirretxe (2004) - Mikel González (2004) - Carlos Martínez (2004) - Gorka Elustondo (2005) - Dani Estrada (2005) - Manu García (2005) - David Zurutuza (2005) - Mikel Balenziaga (2006) - Borja Viguera (2006) - Asier Illarramendi (2008) - Iñigo Martínez (2009) - Dani García (2009) - Antoine Griezmann (2009) - Rúben Pardo (2010) - Joseba Zaldúa (2010) - Kenan Kodro (2011) - Aritz Elustondo (2012) - Jon Bautista (2013) - Mikel Oyarzabal (2014) - Álvaro Odriozola (2014) - Andoni Gorosabel (2014) - Igor Zubeldia (2015) - Aihen Muñoz (2015) - Ander Guevara (2015) - Martín Zubimendi (2016) - Ander Barrenetxea (2018) - Jon Pacheco (2018) |